# Venčeslav I. Češki
Venčeslav I. Češki (češko Václav I), znan kot Enooki, je bil od leta 1230 do 1253 kralj Češke, * okoli 1205, † 23. september 1253.
Venčeslav je bil sin Otokarja I. Češkega in njegove druge žene Konstance Ogrske.

## Zgodnje vladanje
Venčeslav I. je bil 6. februarja 1228 kronan za očetovega sokralja  Češkega kraljestva. 15. decembra 1230 je Otokar I. umrl in Venčeslav je zavladal kot samostojen kralj Češke.
Na začetku vladanja ga je najbolj skrbela grožnja, da bo Češko zasedel avstrijski vojvoda Friderik II. Friderikov ekspanzionizem je povzročal zaskrbljenost in proteste tudi drugih evropskih vladarjev. Leta 1236 se je cesar Svetega rimskega cesarstva Friderik II. zapletel v vojno proti Lombardski zvezi in od Venčeslava zahteval, da mu, tako kot drugi vladarji v cesarstvu, prispeva del svoje vojske. Venčeslav je vodil skupino knezov, ki zaradi strahu pred invazijo iz Avstrije ni bila pripravljeni prispevati svojih čet na škodo lastne obrambe in je zahtevala cesarjevo posredovanje.
Cesar je junija 1236 izobčil avstrijskega vojvodo in proti njemu poslal vojsko, ki ga je prisilila na beg v Dunajsko Novo mesto. Naslednje leto je še vladal v okrnjeni državi, potem pa je cesar razglasil svojo neposredno oblast v vojvodinah Avstriji in Štajerski. Za guvernerja vojvodin je bil imenovan nekdanji bamberški škof Ekbert von Andechs-Meranien. Ekbert je vladal do svoje smrti 5. junija 1237.
Venčeslav s to očitno širitvijo neposredne cesarske oblasti na meje njegovega kraljestva ni bil zadovoljen in je z avstrijskim vojvodom sklenil zavezništvo proti cesarju. Z združenimi močmi sta cesarja prisilila, da je leta 1237 preklical Friderikovo izobčenje, ker ni želel odpirati druge fronte. Venčeslavu je uspelo s pogajanji razširiti svoje kraljestvo na ozemlja severno od Donave, ki mu jih je na račun ohranjanja in utrjevanja zavezništva odstopil vojvoda Friderik II.
Venčeslav in Friderik  sta na svojo stran dobila tudi bavarskega vojvodo Otona II.  Junija 1239 sta Venčeslav in Oton zapustila Reichstag v Egerju in odpovedala služenje izobčenemu cesarju Frideriku II. Poskušala sta izvoliti nemškega  protikralja, vendar so bile naslednje volitve šele leta 1246. Tega leta je bil za nemškega kralja izvoljen Henrik Raspe IV., mejni grof Turingije, protikandidat cesarja Friderika II. in Konrada IV. Nemškega.

## Invazija Mongolov
Leta 1241 je Vaclav uspešno odbil napad Batu kanove in Subedejeve vojske na Češko. Napad je bil del mongolske invazije na Evropo. Vojska pod poveljstvom Bajdarja, Kadana in Orda kana, ki je štela okoli 20.000 mož, je vdrla v Kraljevino Poljsko, Šlezijo in Moravsko in povzročila veliko razdejanje. 
Med mongolsko invazijo na Poljsko je šlezijski vojvoda Henrik II. Pobožni, Venčeslavov svak, zaprosil Venčeslava za pomoč. Venčeslav mu je poslal v Legnico vojsko 5.000 mož, nestrpni Henrik II. pa je napadel Mongole pred prihodom Čehov in v bitki pri Legnici doživel katastrofalen poraz. Po mongolski zmagi se je Venčeslav vrnil domov, da bi zaščitil Češko. Na poti je svojo vojsko okrepil z vojaki iz Turingije in Saške in  se zatekel v hribovite dele Češke, kjer je teren zmanjšal mobilnost mongolske konjenice. Ko je mongolska predhodnica  napadla Kłodzko v jugozahodni Poljski, jo je češka konjenica zlahka premagala na gorskih prelazih. Po neuspehih v spopadih z Vaclavovo vojsko so Mongoli pod vodstvom Bajdarja in Kadana odšlli iz Češke in Poljske na jug, da bi se ponovno združili z Batujem in Subedejem, ki sta na Ogrskem v bitki pri Mohiju premagala Madžare.
Ko je Subedej leta 1242 izvedel za smrt kagana Ögedeja prejšnje leto, se je mongolska vojska umaknila proti vzhodu, ker je imel Subedej v svoji vojski tri Džingiskanove potomce, kandidate za Ögedejevega naslednika. Princi so se morali vrniti na kurultaj v Karakorumu na volitve novega kagana. 
Venčaslavov uspeh proti zavojevalcem je bil tolikšen, da so kronisti cesarju Frideriku II. pošiljali sporočila o njegovi "zmagoviti obrambi".

## Vojvodina Avstrija
15. junija 1246 je bil avstrijski vojvoda Friderik II. ubit v bitki z ogrskim kraljem Bélo IV. pri reki Lejti. Z njegovo smrtjo se je končala vladavina dinastije Babenberžanov  v Avstriji. Friderikova zapuščina je povzročila večletne spore med različnimi dediči. 
Venčeslavova zunanja politika se je osredotočila na to, da bi Avstrija prišla pod oblast Přemyslidov. Cesarju  Frideriku II. je  uspelo Avstrijo ponovno postaviti pod neposredno cesarsko oblast, vendar je cesarski guverner Oton von Eberstein naletel na odpor, ki je preprečil takojšnje koristi od priključitve vojvodine. Privilegium minus, listina, ki je Avstrijo 17. septembra 1156 povzdignila v vojvodino, je omogočala, da avstrijski prestol nasledi tudi ženska iz Babenberške dinastije. Vojvodino je zato zase zahtevala Friderikova nečakinja, avstrijska vojvodinja Gertruda. Venčeslav je organiziral njeno poroko s svojim najstarejšim sinom, moravskim mejnim grofom Vladislavom. Vladislav je bil razglašen za vojvodo Avstrije in uspel pridobiti podporo dela avstrijskega plemstva, vendar je 3. januarja 1247 nenadoma umrl in Venčeslavov načrt je spodletel. Gertruda je nadaljevala bitko za avstrijsko vojvodstvo in se poročila  z badenskim mejnim grofom Hermanom VI.

## Upor češkega plemstva
Leta 1248 se je moral Venčeslav soočiti z uporom češkega plemstva, ki ga je vodil njegov sin Otokar II. Otokarja so nezadovoljni plemiči pregovorili, da se je uprl očetu in dobil vzdevek "mlajši kralj". Venčeslavu je uspelo premagati upornike in zapreti svojega sina. Otokar II. je imel nslov češkega kralja od 31. julija 1248 do novembra 1249.
Do konca leta 1250 sta umrla tako cesar Friderik II. kot vojvoda Herman VI., ki ga avstrijski plemiči niso nikoli sprejeli za svojega. Gertruda in njun edini sin, badenski mejni grof Friderik I., sta nadaljevala borbo za avstrijski prestol, Venčeslav pa je napadel Avstrijo in jo do konca leta 1251 zasedel. Osvobodil je sina Otokarja in ga ponovno imenoval za mejnega grofa Moravske. Avstrijsko plemstvo je Otokarja razglasilo za svojega vojvodo. Venčeslav, ki je sklenil zavarovati avstrijske dinastična pravice, je za avstrijsko vojvodinjo imenoval Magareto, sestro vojvode Friderika II. in  Gertrudino teto, in jo zaročil s svojim sinom Otokarjem. Margateta je bila vdova po Henriku VII. Nemškemu, ki je umrl leta 1242,  in veliko starejša od Otokarja. Zaročenca sta se poročila 11. februarja 1252.
Venčeslav ni dolgo slavil svoje zmage, ker je 23. septembra 1253 umrl. Nasledil ga je sin Otokar II.

## Zapuščina
Češki dvor je med vladavino Venčeslava I. začel gojiti življenjski slog, značilen za sodobno zahodno Evropo, vključno s kulturo tekmovanj in turnirjev ter uživanjem v dvorni poeziji in pesmi. Njegova vladavina je povezana z vzpostavitvijo češke državnosti, povečanjem češkega političnega vpliva v Evropi, vzponom češkega plemstva ter nadaljnjim razvojem mestnega življenja, trgovine in obrti.
Venčeslav, njegov oče in sin so podpirali naseljevanje etničnih Nemcev v svojo državo. Venčeslav je bil tudi prvi češki vladar, ki je podelil privilegije Judom, vendar naj bi zanje plačali precejšnje vsote denarja.

## Mesta, ki jih je ustanovil Venčeslav
- Jihlava, 1233
- Brno, 1238
- Olomouc, c. 1240
- Staro mesto v Pragi, c. 1240
- Stříbro, ok. 1240
- Loket, ok. 1250
- Žatec, ok. 1250
- Cheb, ok. 1250
- Přerov, 1252